# Pierre Riffard

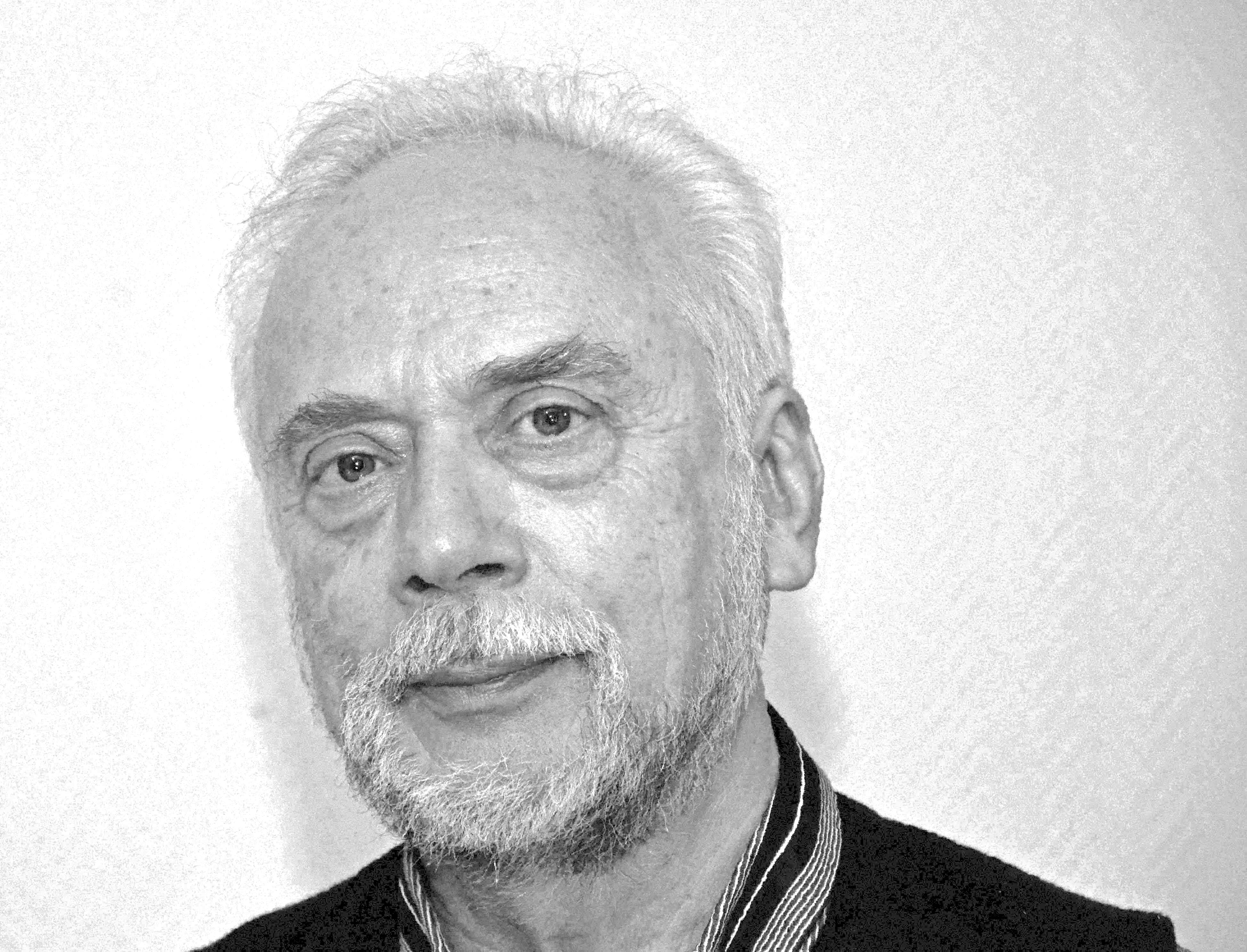
Pierre A. Riffard

Pierre A. Riffard, filosof francez, specialist în ezoterism. Născut în Toulouse (Franța), el este profesor la Universitatea din Antile-Guiana, unde predă pedagogie și filosofie. Cadru didactic în străinătate si în departamentele si teritoriile « de peste mări » (foste colonii franceze): Asia, Oceania, Africa, America de Sud. Pierre A. Riffard este preocupat de ezoterism.

## Ezoterism
Pentru Pierre A. Riffard, ezoterismul ar fi « predare ocultă, doctrină sau teorie, tehnică sau procedeu, de expresie simbolică, de ordin metafizic, cu intentie initiatică. Druidismul, Companionajul, alchimia sunt ezoterisme ».

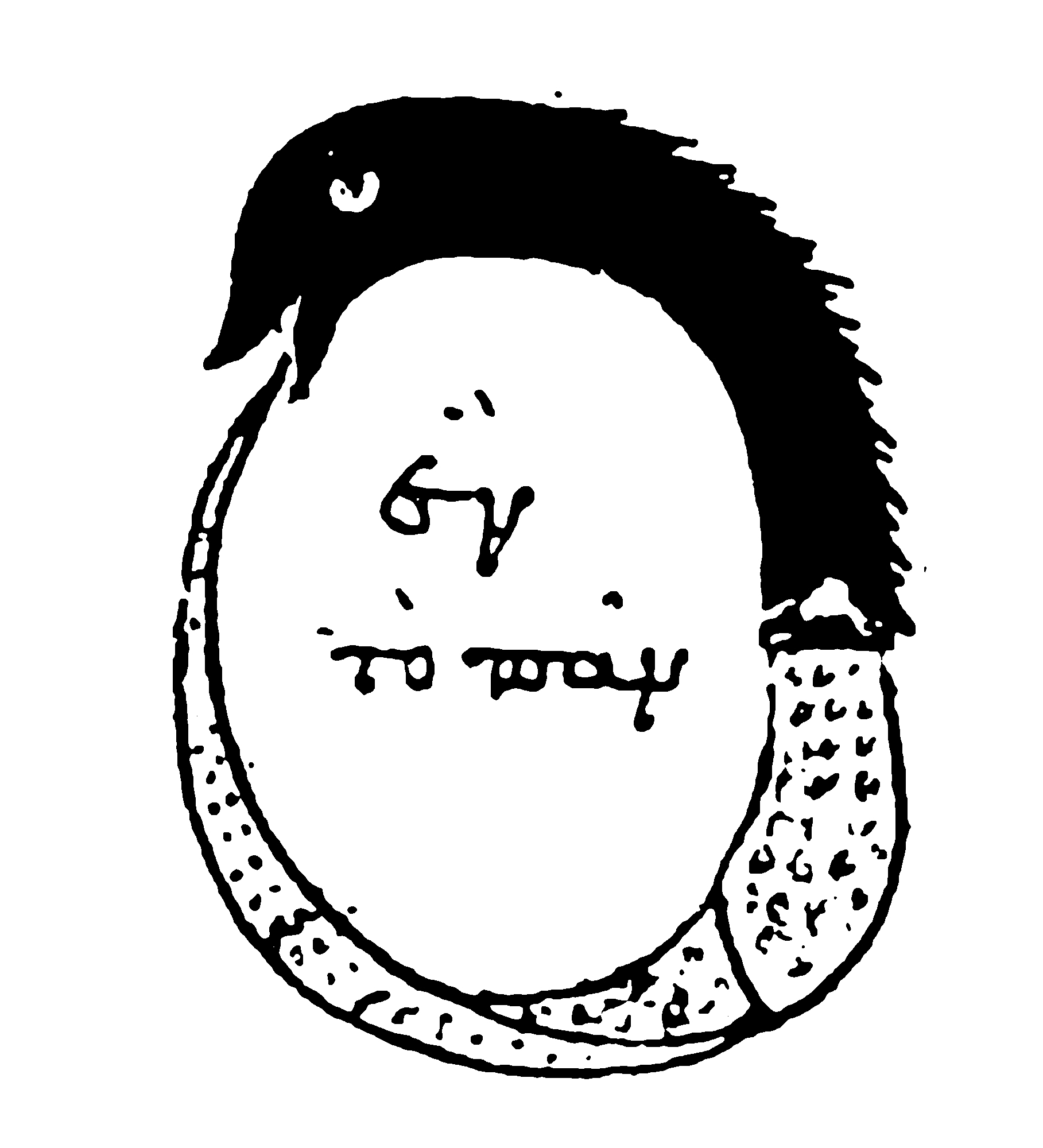
uroborus, Ἓν τὸ πᾶν, « Totul este Unul » (Zosimos din Panopolis)

Pierre A .Riffard a sustinut o teză doctorală în filosofia greacă pe formula Έν καì Πãν (« Unu și Tot ») și o teză « ès-lettres » pe Idea de ezoterism (1987, Paris 1 Sorbonne), în urma unor studii si cercetàri pe tema ocultismului.
Autor al unui Dicționarul esoterismului (1983), care este o referintă în acest domeniu, a scris si în colectia “Bouquins” a Editiilor Robert Laffont, două volume mari, unul consacrat ezoterismului în general (Esoterismul. Ce este ezoterismul?, 1990), iar celălalt dedicat ezoterismelor neoccidentale (Ezoterisme din alte părti, 1997). El subliniază nouă caracteristici pentru a defini ezoterismul:
1. disciplină a arcanei (păstrarea secretului). În Evanghelie: « Nu dați cele sfinte câinilor, nici nu aruncați mărgăritarele voastre înaintea porcilor, ca nu cumva să le calce în picioare și, întorcându-se, să vă sfâșie pe voi. » [3]
2. impersonalitatea autorului (evidentierea aspectului suprauman al mesajului)
3. opoziția între ezoteric și exoteric (diferentierea initiatului de neinitiat, ocultului de lucrurile evidente)
4. subtil (recunoasterea planurilor invizibile, superioare ale realitàtii: aura, corpul eteric, influente astrale, unde telurice, îngeri pazitori ...)
5. analogiile și conexiunile (punerea în legàturà a tuturor părților universului: macrocosmos si microcosmos, gingii și degete, sânge și sevà, culori și organe, animale și virtuți ... Doctrina analogiilor și corespondențelor susține că Totul este Unu, că nivelurile sale sunt ansambluri echivalente ale căror elemente corespund termen cu termen, în așa fel încât un element dintr-un ansamblu reprezintă simbolic și influențează prin simpatie elementul unui alt ansamblu; de ex., Soarele în regnul mineral și Leul în regnul animal
6. numărul formal (alegerea aritmeticii simbolice ca si cheie prin excelență: Secțiunea de Aur, cicluri cosmice, Cabala, metrica în poezie, ritmuri în muzicià ...). Pitagora: « Numărul constituie substanța tuturor lucrurilor.» [4]
7. artele oculte (utilizarea alchimiei, astrologiei, divinației, magiei, medicinei oculte)
8. științele oculte (gândirea interpretarii spirituale a textelor, lectura càrtii "Cartea naturii" sau a "Înregistrările akashice", teosofia, studiile despre viața după moarte...)
9. în cele din urmă și cel mai important, initierea (începerea unei căutari de perfectionare, de eliberare spirituală pentru alții, pentru sine sau mai degrabă pentru Eul Meu). Mircea Eliade: « Semnificatiile ezoterice ale ritualurilor secrete si initiatice sunt atestate pretutindeni în lume. » [5]

Cu alte cuvinte, 
« Ezoterismul este o învățătură care ia forma unei doctrine secrete sau a unei organizatii initiatice, a unei practici spirituale sau a unei arte oculte. »
Ca formà, un ezoterist are secretul sàu : preterițiunea;  el susține că nu zice nimic, însà, reveleazà (« nu voi spune nimic despre natura sacra a sexualității »: este deja spus) ; de exemplu, simboluri precum màrul sau șarpele încolăcit abundà în indicii si chei despre sexualitate, cu toate acestea ele par cà minimalizeazà discursul sau imaginea.
Ca fond, ezoteristul are de asemenea un secret : inversiunea ; el inversează ideile obișnuite, schimbà comportamentele banale, inverseazà emoțiile comune, pentru a reveni la origine ; de exemplu, kundalinî-yoga urcà energia sexuală la creier, alchimistul revine la materia primordială, atunci când totul devine posibil și puternic.
Ca sens, ezotericul nu are secrete, el adoptà doar un mod de viață, acela care favorizează interiorul lucrurilor; de exemplu, în dragoste el preferă o stare de spirit superioarà plàcerii sexuale, în alchimie preferă mai degrabă imaginea solarà de aur, decât valoarea sa de vânzare.
« Riffard's approach may thus be characterized as universalist, religionistic, and trans-historical: Esotericism is a basic ‘anthropological structure’ and as such not dependent on cultural mediation. Its scope in time and space includes the whole of human history.» -Wouter J. Hanegraaff. 

## Filosofie
Pierre A. Riffard publica récent, la Presses Universitaires de France, eseuri  (Filozofii : viatà intimà, 2004 ; Filosofie dimineata, la pranz și seara, 2006) care trateazà modul de viață al filosofilor, din punct de vedere psihologic și sociologic. În Filozofii: viața intimă, el atrage atenția asupra anumitor caracteristici omenesti ale filozofului, în general, trecute de regula sub tăcere, de la Thales la Sartre:
1. un handicap : a fi femeie. Pe o listă oficială din 1991, cu 305 filosofi clasici, se regàseste doar o singură femeie (Hannah Arendt).
2. o oportunitate : a fi expatriat. Peste 13% din filosofi sunt născuți în străinătate, în colonii. Peste 54% din filosofi au trăit în străinătate.
3. un avantaj : a fi orfan. 68% din marii filozofi la vârsta de cinci ani sunt orfani.
4. nici o precocitate. In medie, din punct de vedere statistic prima opera este publicatà la 27 ani, capodopera la vârsta de 42 de ani.
5. acceptarea limbii dominante din punct de vedere cultural. Trebuie să se facà înteles într-o limbă savantà. 23% din marii filozofi au vorbit latina (până în 1889), 21% greacă și franceză, 13% engleza (limba devine dominantă).
6. refuzul religiei dominante. Se intra în filozofie ca si în Mafia, printr-un asasinat, cel al lui Dumnezeu de atunci, a credintelor de moment. Marii filozofi sunt 51% creștini, 27% fàrà religie, 19% pàgâni.
7. gafe în dragoste. Incântarea amoroasà nu intra într-un program filozofic (doar pentru Auguste Comte).
8. riscul de a înnebuni. Un bun filozof îsi controleazà nebunia : melancolia lui Heraclit, maniaco-depresia lui Auguste Comte, anxietatea lui Hegel, paranoia lui Jean-Jacques Rousseau, meningoencefalită sifiliticà lui Nietzsche ...
9. invingerea bolii. Mulți filozofi suferà, dar trec peste ; unii peste nefrità (Epicur), unii peste calculi renali (Montaigne), unii peste paralizie (Blaise Pascal, Feyerabend), altii peste tulburări de vedere (Democrit, Plotin, Condillac, Cournot, Gonseth) ...
10. acte de identitate obscure. Filosofii jongleazà adesea cu numele de autor, cu anonimatul, etc. (Descartes și Kierkegaard)
11. parcursuri profesionale neclare. 43,7% dintre filosofii au fost profesori, altii teologi (20,9%), politicieni (9,3%), fàrà profesie (4,9%), medici (4%), avocați sau juriști (3,1%), editori sau jurnaliști (3,1%), nici unul sau aproape niciunul nu a fost artizan  (Henry David Thoreau) sau țăran (Gustave Thibon) sau marinar (Michel Serres).
12. picioare! Aristotelian = περιπατητικός, peripatetician = càlàtor. Nietzsche: « Numai gandurile care ne vin mergând pe jos au valoare. » [8]
13. desigur, un cap (un cap sau două, sau trei, în cazul în care filosoful îsi schimbă filozofia cum ar fi Schelling, Wittgenstein, Carnap). Un mare filosof se aratà lumii printr-o vastà memorie semanticà personalà și o obsesie metafizicà universalà.

« Filosofia este ca un spargator de nuci. Anumiti oameni nu reusesc decât să-si prindà degetele în el, profesioniștii îl întorc pe toate pàrtile, si apoi – totusi - se gàsesc si oameni care se servesc de el pentru a deschide aceste minunate nuci, care sunt gândurile. A filosofa e bine; a filozofa tu însuti este si mai bine. » 
« Viziunea pe care o are Pierre Riffard despre filosof este cea a unuia sfâșiat de solicitàri contrarii: analize și sinteze, singular și universal, certitudine și îndoială » (Thomas Regnier).

## Tanatologia

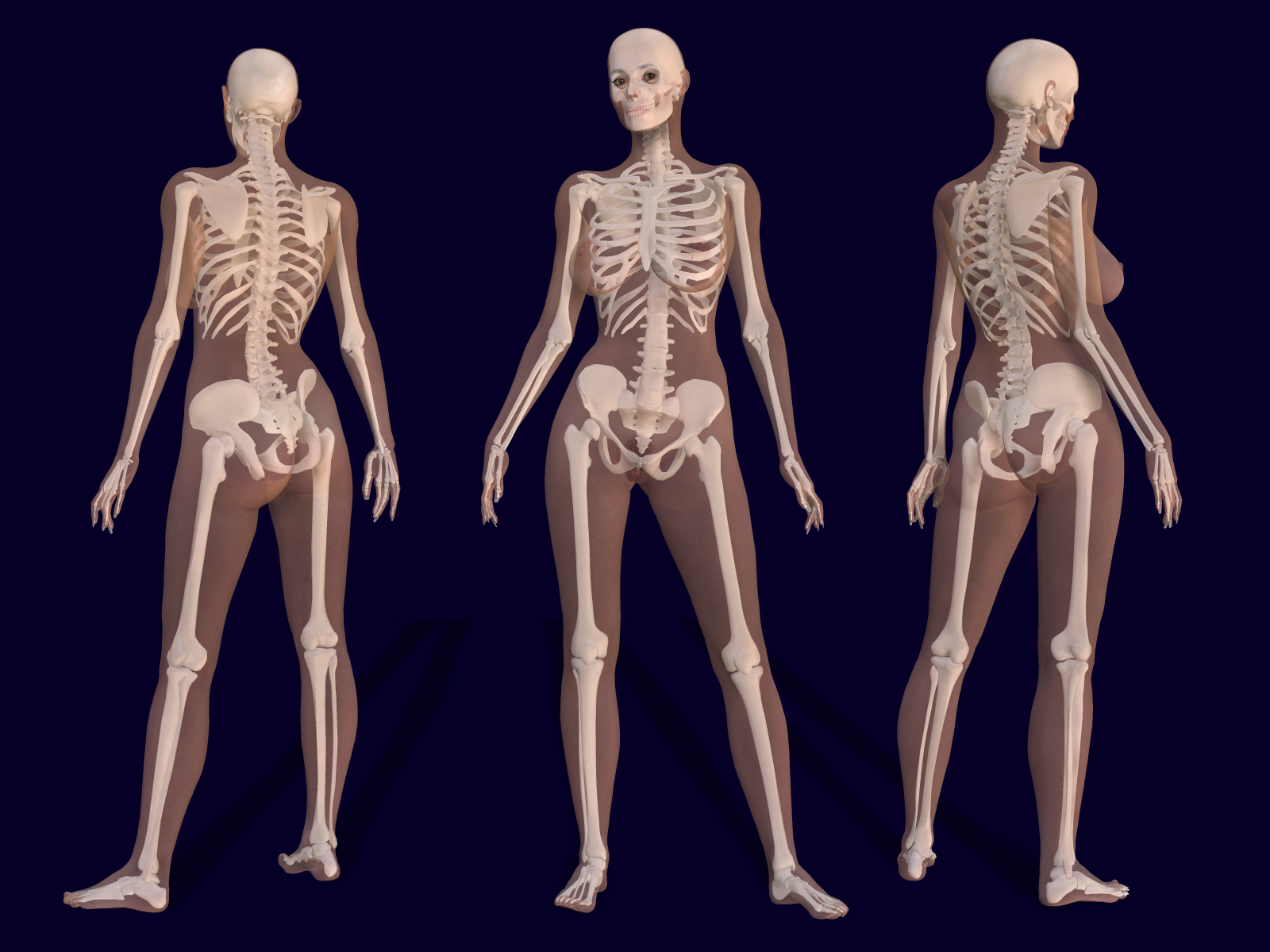
« Schete feminine ». Bernhard Ungerer, 2008

Tanatologia (dal greco θάνατος, thànatos - "moarte") studiază moartea.
- « La mort selon Leibniz », Paris: Thanatologie, n° 83-84, 1990. [« Moartea dupà Leibniz »]
- « Comment se pose rationnellement le problème de la vie après la mort », Thanatologie, n° 87-88, novembre 1991. [« Cum se pune rational problema vieții după moarte »]
- « La mort selon Steiner », Thanatologie, n° 89-90, avril 1992. [« Moartea dupà Rudolf Steiner »]
- « La mort selon Platon », Thanatologie, n° 97-98, avril 1994. [« Moartea dupà Platon »]
- « La mort selon Descartes », Études sur la mort, Paris: Presses Universitaires de France, n° 114, 1998, p. 97-112. [« Moartea dupà Descartes »]
- 23 de articole in Philippe Di Folco (dir.), Dictionnaire de la mort, Paris, Larousse, coll. "In extenso", 2010. [Dicționarul mortii]

## Publicații
- L'Occultisme, textes et recherches, Paris : Larousse, coll. "Idéologies et sociétés", 1981, 191 p. [Ocultismul, texte și cercetări]
- Dictionnaire de l'ésotérisme, Paris: Payot, coll. "Bibliothèque scientifique", 1983, 387 p. ISBN 2-228-13270-5 ; rééd. coll. "Grande bibliothèque Payot", 1993, 387 p. [Dicționarul esoterismului]
- L'Ésotérisme : Qu'est-ce que l'ésotérisme ?, Paris : Robert Laffont, coll. "Bouquins", 1990, 1016 p. [Ezoterismul: Ce este ezoterismul?]
- Ésotérismes d'ailleurs. Les ésotérismes non occidentaux : primitifs, civilisateurs, indiens, extrême-orientaux, monothéistes, Paris: Robert Laffont, coll. "Bouquins", 1997, 1242 p. [Esoterisme de pretutindeni. Ezoterisme non-occidentale: primitive, civilizatoare, indiene, din extremul orient, monoteiste]
- « Le penser ésotérique », « Existe-t-il un ésotérisme négro-africain ? », et « Descartes et l'ésotérisme », ARIES. Association pour la Recherche et l'Information sur l'Esotérisme, Paris, Archè, n° 21, 1998, 1-28, 197-203. [« Gândirea ezotericà », « Există un ezoterism negru-african? », și « Descartes și ezoterismul »]
- « L'ésotérisme nous apprend-il quelque chose ? », in Ésotérisme, gnoses et imaginaire symbolique: Mélanges offerts à Antoine Faivre, Louvain: Peeters, 2001, 807-817. [« Ezoterismul ne învațà ceva? »]
- Les philosophes : vie intime, Paris: Presses Universitaires de France (PUF), coll. "Perspectives critiques", 2004, 283 p. [Filosofii: viatà intimà]
- « Non-philosophe: ce n'est pas moi c'est toi », in Gilles Grelet (dir.), Théorie-rébellion, Paris, L'Harmattan, coll. "Nous les sans-philosophie", 2005, 42-45. [« Non-filozofie : "nu sunt eu, tu esti" »]
- Philosophie matin, midi et soir, Paris: Presses Universitaires de France (PUF), coll. "Perspectives critiques", 2006, 185 p. [Filosofie dimineața, la prânz și seara]
- Nouveau dictionnaire de l'ésotérisme, Paris: Payot, 2008, 331 p. [Nou dicționar al ezoterismului]
- « Discipline/Indiscipline en classe : paradis ou enfer ? », in Rodica Ailincai et Marie-Françoise Crouzier (dir.), Pratiques éducatives dans un contexte multiculturel, CRDP Guyane, 2010, vol. I. [« Disciplinà / indisciplină în clasă: Paradis sau infern? »]
- « Qu'est-ce qu'une méthode (philosophique ou pas) ? », Revue internationale de didactique de la philosophie, CRDP Montpellier, n° 46 (oct. 2010). [« Ce este o metodă (filosoficà sau non-filozoficà) ? »]

## Opere în limba română
- Pierre Riffard, Dicționarul esoterismului, București: Editura Nemira,  colectie “Dictionarele Nemira”, 1998, 349 pagini.